# Тревор (проєкт)
«Проєкт Тревор» (англ. The Trevor Project) — американська некомерційна організація, заснована в 1998 році, діяльність якої спрямована на запобігання самогубств серед молодих лесбійок, геїв, бісексуалів і трансгендерів. Має свою безкоштовну конфіденційну телефонну лінію, відому, як «Лінія життя Тревора», яка займається анонімним консультуванням ЛГБТ-підлітків, що потребують допомоги психологів. Проєкт також пропонує рекомендації та матеріали для батьків та педагогів. Діяльність організації була підтримана такими знаменитостями, як Адам Ламберт, Кріс Колфер, Ніл Патрік Харріс, Джеймс Марсден, Деніел Редкліфф й Даррен Крісс та Тайлер Оклі.

## Історія
Проєкт був заснований в 1998 році в Західному Голлівуді, штат Каліфорнія, Джеймсом Лісесном, Пеггі Райскі і Ренді Стоуном. Вони були творцями короткометражного фільму «Тревор», в 1995 році відзначеного премією Оскар, про тринадцятирічного гея, який був відкинутий друзями через свою сексуальну орієнтацію і зробив спробу самогубства.
Коли фільм готували до показу на каналі HBO в 1998 році, його творці очікували, що деякі з молодих глядачів будуть відчувати ті ж проблеми, що і головний герой картини. Вони стали шукати телефонну лінію підтримки, яка могла б приймати дзвінки підлітків під час демонстрації фільму, але виявили, що такої гарячої лінії немає і ніколи не існувало. Тоді кінематографісти вирішили присвятити себе тому, що, на їхню думку, було важливо і необхідно: організації психологічної допомоги ЛГБТ-молоді в кризових ситуаціях і запобіганню спроб суїциду серед осіб цієї групи.
«Лінія життя Тревора» була створена на кошти від ліцензійного збору каналу HBO за фінансової підтримки Фонду Колін Хіггінс. Лінія стала першою національною телефонною службою довіри по попередженню суїцидальних спроб, вчинених ЛГБТ-підлітками.
У листопаді 2009 року проєкт уклав контракт з «Цільовою групою профілактики самогубств округу Тулар». Під цю угоду організація вперше отримує державне фінансування.
10 серпня 2009 року «проєкт Тревор» оголосив про те, що він отримав велику грошову пожертву від Деніела Редкліффа, відомого актора, виконавця ролі Гаррі Поттера. У своїй заяві Редкліфф сказав:

Мені дуже приємно розпочати підтримку «проєкту Тревор», діяльність якого щодня рятує людські життя. Дуже сумно усвідомлювати, що в 2009 році суїцид за поширеністю став третьою причиною смерті серед молодих людей, і особливо жахливо те, що ЛГБТ-підлітки скоюють спроби самогубства в чотири рази частіше, ніж їх гетеросексуальні однолітки.Оригінальний текст (англ.)
I am very pleased to begin my support of the Trevor Project, which saves lives every day through its critical work. It's extremely distressing to consider that in 2009 suicide is a top-three killer of young people, and it's truly devastating to learn that LGBTQ youth are up to four times more likely to attempt suicide than their heterosexual peers.

## Сервіси
Проєкт надає сервіси:
- Trevor lifeline — національна цілодобова лінія для безкоштовних і анонімних консультацій ЛГБТ-підлітків, які потребують екстреної допомоги.
- Trevor space — віртуальна соціальна мережа для ЛГБТ-осіб у віці 13-24 років, їх друзів та однодумців.
- Trevor Chat — безкоштовний анонімний сервіс обміну онлайн-повідомленнями, де допомогу надають кваліфіковані добровольці.
- Trevor ask — форум, на якому підлітки, які не потребують екстреної психологічної допомоги, можуть задавати питання на тему сексуальної орієнтації та гендерної ідентичності.